# Тенино (племе)
Тенино или Индианците Уорм Спрингс са имена, с които са известни Сахаптинските групи живеещи западно от река Колумбия в щата Орегон, Съединени американски щати. Името тенино се отнася до най-западните сахаптински групи, които говорят близки диалекти на сахаптинския език, а не се отнася до голямо племенно обединение. Терминът Уорм Спрингс се отнася до Конфедеративните племена на резервата Уорм Спрингс, които не са само сахаптински племена, тъй като в резервата живеят и няколко чинукски групи и някои северни паюти.

## Съставни групи
Сахаптинските групи познати като тенино се идентифицират с няколко села разположени по река Колумбия и нейните притоци от Дейлс до над Елдър Крийк. Заедно с уматила тези села са групирани езиково в групата Колумбия Ривър на Сахаптинското езиково семейство. Тези сахаптински села са политически автономни обединения, всяко свързано с определено местообитание. Следвайки дълга редица от села тези групи са:
- Тенино (Тинуни)
- Скин (Скинпа)
- Селило (Уаям, Уаямпам, Уаямтлема, Долни дешути)
- Тайд Вали (Тайд, Тайхтлема, Горни дешути)
- Мерихил
- Джон Дей (Докспъс, Тукспуа, Такспастлема)
- Рок Крийк
- Арлингтън
- Рузвелт
- Пайн Крийк
- Елдърдейл

## Култура
Селата и сезонните лагери на тези групи са разположени най-вече по островите в река Колумбия и по северния и бряг. Над 60% от храната си тези групи си набавят чрез събирането на диви плодове, корени, ядки, семена и различни растения. Останалата част от диетата е допълвана с лов и риболов. Сдобиват се с коне след 1750 г. Използват два типа жилища. Най-разпространения вид е А-образна колиба от пръти покрита с папур, подобна на дълъг дом. Вторият вид представлява конусовидно типи покрито също с папур. Отделно във всяко село има отделна постройка за жените, използвана по време на месечния им цикъл. За временен подслон строят квадратни колиби от клони покрити с кожи или обикновени заслони (lean to) покрити с папур. Едно зимно жилище или дълъг дом е обитавано от едно разширено семейство. Няколко такива семейства формират селото или групата, които са ръководени от високопоставен мъж наричан „мийух – вожд“. По време на пубертета момчетата трябва да преминат през ритуала за Търсене на видение, за да се сдобият с дух-помощник. Този ритуал, както и другите церемонии са ръководени от шамани, които могат да бъдат и мъже и жени.

## История
Някъде преди 1730 г. конете пристигат от испанците чрез каюсе, уматила и не персе. Около 1780 г. голяма епидемия от едра шарка значително намалява населението им. Втора епидемия през 1801 г. убива около 45% от населението. През 1805 – 1806 г. през областта преминава експедицията на Луис и Кларк, следвайки река Колумбия. През 1811 г. в района идва Дейвид Томпсън, който търси подходящи места за построяването на търговски постове. През 1818 г. Компанията Хъдсън Бей основава първия търговски пост на устието на река Уматила. От 1825 г. до 1831 г. служители на компанията кръстосват многократно басейна на река Джон Дей, а между 1838 г. и 1847 г. е основана и методистка мисия в Дейлс. През 1847 г. над 4000 имигранти пресичат областта на път за западното крайбрежие. Към 1852 г. потокът от заселници се увеличава с 12 000 души. През 1855 г. Доел Палмър сключва договор с племената в средната част на Орегон, според който индианците се отказват от 10 милиона акра земя в полза на Съединените щати за сметка на резерват от 640 000 акра наречен Уорм Спрингс. През 1874 г. в резервата е построено първото училище. Днес индианците в резервата Уорм Спрингс са федерално признати като Конфедеративните племена на резервата Уорм Спрингс. В конфедерацията влизат 4 сахаптинско говорещи племена – тенино, уаямпам, тайд и докспъс. Заедно те са известни като Индианците Уорм Спрингс и саконцентрирани в района на Симнашо. Други 3 групи говорещи езика Кикшт или Горен чинук, обединени днес като уаско са концентрирани в средната част на резервата в близост до агенцията. Трета група от северните паюти де заселва в южната част на резервата през 1879 г.